# Pasma górskie w Europie
Pasma górskie w Europie dzielimy według okresu powstania na:
- marealbidy, svekofenidy i karelidy, powstałe w orogenezach prekambryjskich (ponad 542 mln lat temu),
- kaledonidy, powstałe w orogenezie kaledońskiej trwającej od kambru po wczesny dewon (542 do 359 mln lat temu),
- hercynidy, powstałe w orogenezie hercyńskiej trwającej od późnego syluru do końca permu (444 do 251 mln lat temu),
- alpidy, powstałe w orogenezie alpejskiej, która zaczęła się 130 mln lat temu i trwa nadal, przy czym jej największe natężenie przypadło na trzeciorzęd.

Najstarsze pasma marealbidów, svekofenidów i karelidów zostały niemal w całości zrównane. Jedynymi ich reliktami są wzniesienia tarczy fennoskandzkiej - Chibiny na Półwyspie Kolskim i wzgórza Maanselka w Karelii.
Kaledonidy również uległy zrównaniu, ale zostały wydźwignięte podczas późniejszych orogenez. Największymi pasmami kaledonidów w Europie są Góry Kambryjskie, Góry Pennińskie, Góry Kaledońskie i góry Grampian w Wielkiej Brytanii oraz Góry Skandynawskie. Kaledonidy zostały poddane intensywnemu działaniu lądolodu, który w znacznej mierze ukształtował ich rzeźbę.
Hercynidy wzięły swą nazwę od gór Harz w środkowych Niemczech. Również te pasma po wydźwignięciu uległy zrównaniu, lecz niektóre z nich zostały powtórnie wydźwignięte w orogenezie alpejskiej. Największymi łańcuchami hercynidów w Europie są pasma środkowej części Półwyspu Iberyjskiego (Meseta Iberyjska, Góry Kantabryjskie, Góry Iberyjskie, Góry Kastylijskie, Meseta Południowa, Sierra Morena), niemal całej Francji (Masyw Centralny, Masyw Armorykański, Wzgórza Normandzkie), Średniogórza Niemieckiego (Ardeny, Eifel, Westerwald, Rothar, Harz, Hunsrück, Taunus), Masywu Czeskiego (Rudawy, Szumawa, Rhön, Las Turyński, Las Frankoński, Las Czeski, Las Bawarski, Sudety), Masywu Rodopskiego (Kopaonik, Rodopy, Piryn, Riła, Strandża) i Ural.
W największym stopniu powierzchnię Europy kształtują obecnie góry orogenezy alpejskiej, należące do eurazjatyckiego systemu alpejsko-himalajskiego. Alpidy rozciągają się równoleżnikowo przez całą Europę dwoma równoległymi pasmami, między którymi (w różnym stopniu) zachowały się dawne masywy hercyńskie. Części obu łańcuchów leżą pod poziomem morza. Do łańcucha północnego należą Pireneje, Alpy, Karpaty, Góry Wschodnioserbskie, Bałkan, Góry Krymskie i Kaukaz. Do łańcucha południowego należą Góry Betyckie (i góry Atlas w północnej Afryce), Apeniny, Góry Dynarskie i Hellenidy. Kontynuacją łańcucha północnego są Góry Pontyjskie, a łańcucha południowego - góry Taurus odpowiednio wzdłuż północnego i południowego wybrzeża Azji Mniejszej. Do najwyższego wydźwignięcia alpidów doszło w miejscu zetknięcia się obu łańcuchów w Alpach.
Zobacz też:
- Korona Europy